# Errenteria
Errenteria (em basco e oficialmente) ou Rentería (em castelhano) é um município da Espanha, na província de Guipúscoa, no País Basco. Tem 32,26 km² de área e em 2021 tinha 39 219 habitantes (densidade: 1 215,7 hab./km²). Limita com os municípios de San Sebastián, Hernani, Pasaia, Lezo, Oiartzun, Goizueta, Arano e Astigarraga.